# Landemode
Et landemode er et årligt møde i et stift, hvor stiftamtmanden, biskoppen og provsterne deltager, og hvor administrative kirkelige sager afgøres. Indtil 1992 var landemodet tillige en gejstlig appelret bestående af biskoppen og stiftamtmanden.